# Болеслав Прус
Болеслав Прус (пол. Bolesław Prus, справжнє ім'я та прізвище — Александер Ґловацький; 20 серпня 1847, Грубешів, поблизу Любліна — 19 травня 1912, Варшава) — польський письменник, один з найбільших класиків польської літератури. Співтворець польського реалізму.
Учасник польського повстання 1863—1864.

## Життєпис
Народився в родині збіднілого шляхтича. Жив у Варшаві. Рано осиротів. Брав участь в Польському повстанні 1863 року. Був поранений, взятий в полон російськими військами і, після лікування в госпіталі, відпущений. 1864 року був заарештований і ув'язнений на 3 місяці.
По закінченні ліцею в Любліні вступив на фізико-математичний факультет Головної школи у Варшаві (1866—1868). Залишив навчання через матеріальні проблеми, спробував навчатися в Училищі сільського і лісового господарства в Пулавах, але незабаром повернувся у Варшаву. Згодом став співпрацювати з варшавськими газетами, був редактором журналу «Новини».
Інтереси Пруса у цей період були вельми розмаїтими: він читав книги з економіки, психології, історії, філософії, цікавився працями російського фізіолога Івана Сєченова, малярством.

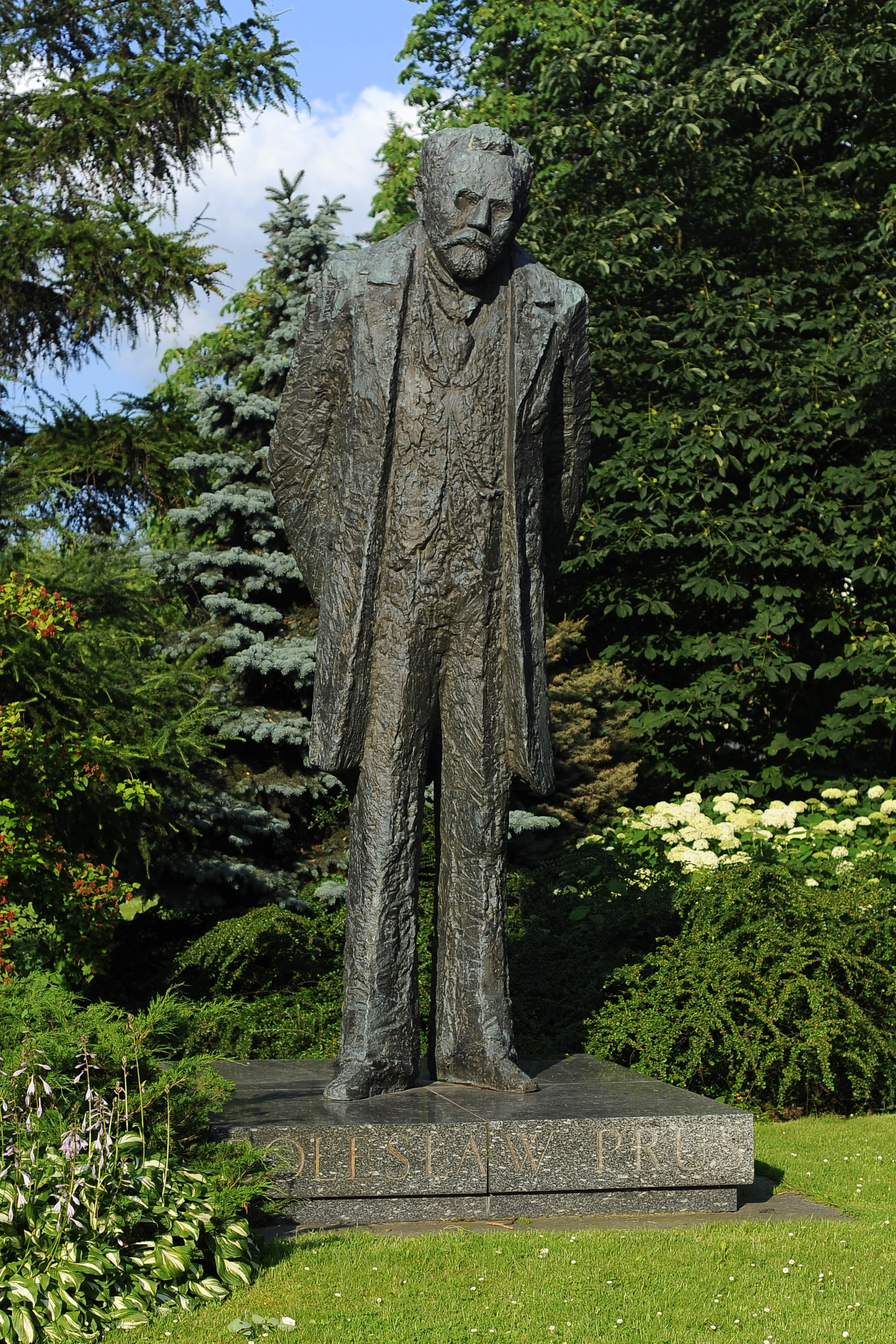
Пам'ятник у Варшаві.

## Творчість
Літературну діяльність почав в 1872 році гуморесками, статтями та фейлетонами у варшавських журналах «Муха» та «Шпильки». Спершу письменник заробляв на життя гумористичними оповіданнями, не маючи змоги писати на серйозні теми, але згодом з'являються оповідання «Жилець з горища», (1875), «Палац і халупа» (1875), «Сирітська доля» (1876), «Михалко» і «Антек» (обидва — 1880).
Перший великий твір Пруса — повість «Форпост» (1885), головним героєм якої є селянин.
В 1887 Болеслав Прус почав писати соціально-психологічний роман «Лялька», який закінчив 1889 року. Цей твір вразив сучасників автора широтою охоплених тем, образів, багатством змісту.
Наступний соціально-психологічний роман «Емансиповані жінки» (1890—1893).
Одним із найвідоміших творів письменника є історичний роман «Фараон» (1894—1895), де повністю проявилась ерудиція письменника і його інтерес до історії. До написання роману Прус вивчав спеціальну літературу. Але Стародавній Єгипет у романі стає алегорією сучасної письменнику Польщі. Автор вдало проводить паралелі між сьогоденням і минулим. До Пруса лише деякі письменники написали романи про стародавній світ, але твір Пруса вирізняється якісно тим, що зображення старовини не є самоціллю у письменника, його насамперед хвилюють проблеми сучасності.
У 1908 році він пише роман «Діти», що був випущений окремим виданням у 1909 році.